# Hjortesvin
Hjortesvin er en slægt, Babyrousa, i svinefamilien, der findes i Wallacea eller specifikt de indonesiske øer Sulawesi, Togian, Sula og Buru.